# Anka Obrenović
La princesa Anka Obrenović (después Anka Konstantinović; 1 de abril de 1821 – 10 de junio de 1868 [29 de mayo de 1868 ]) formó parte de la dinastía real serbia Obrenović; fue sobrina del fundador de la dinastía , Miloš Obrenović I, Príncipe de Serbia. También fue una líder social y escritora cuyas traducciones en 1836 fueron las primeras obras literarias compiladas por una mujer que se publicaron en Serbia. Ella fue la inspiración para un poema del reconocido poeta croata Antun Mihanović, quien deseaba casarse con ella cuando ella tenía 16 años y él 41. En 1860, fundó uno de los primeros salones literarios en su casa de Belgrado. También era conocida como «Anka pomodarka» (Anka la a la moda).
Fue asesinada junto a su primo hermano, el príncipe Miguel III de Serbia, quien era el príncipe gobernante de Serbia en ese momento.

## Familia

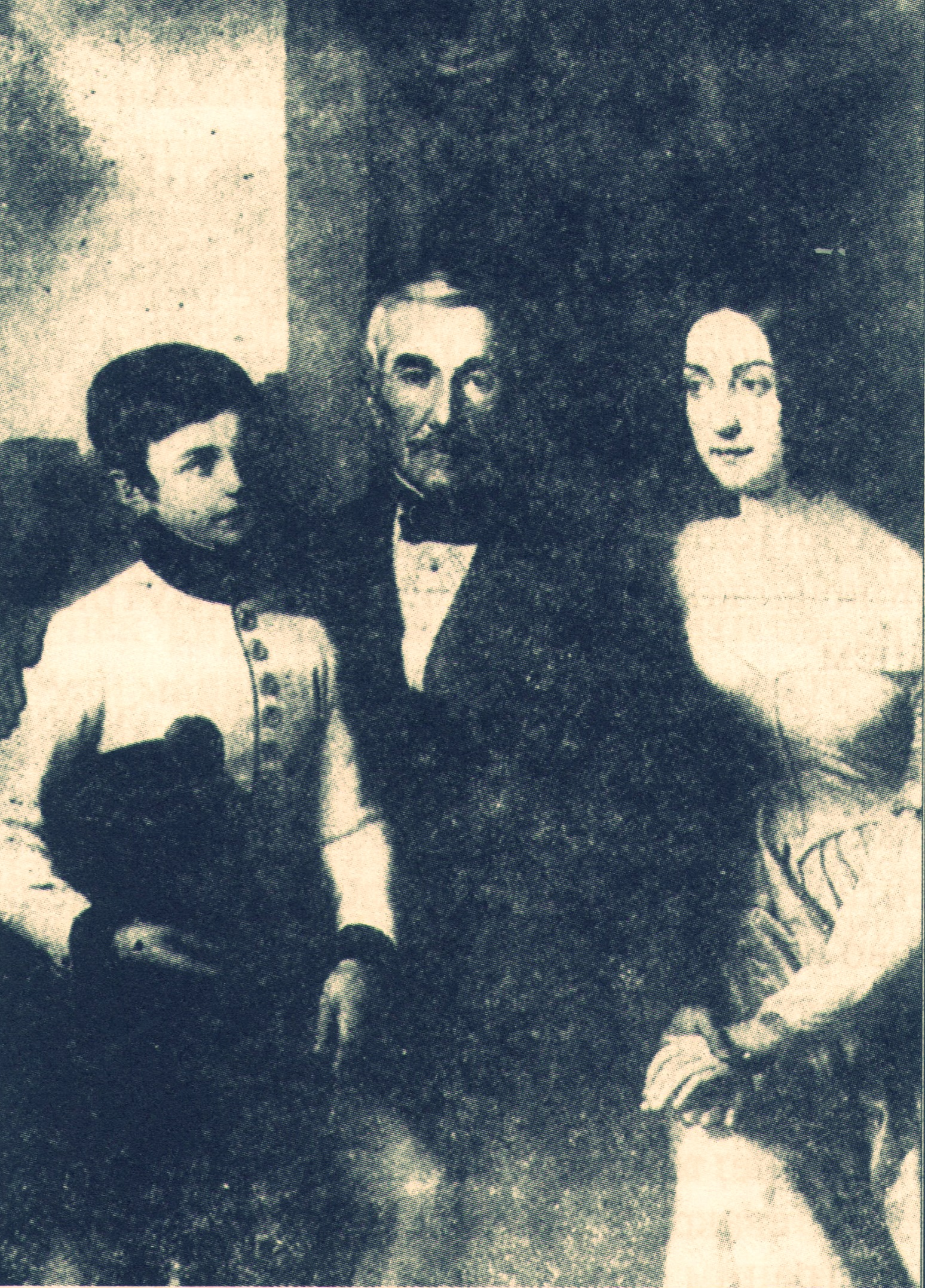
La princesa Anka con su padre, el príncipe Jevrem, y su hermano, el príncipe Miloš

La princesa Anka nació el 1 de abril de 1821, la tercera hija del príncipe Jevrem Obrenović y Tomanija Bogićević, hija de Vaivoda Antonije Bogićević. Su padre, que también fue gobernador de Belgrado y regente de Serbia (1839), era hermano menor del príncipe serbio Miloš Obrenović I. Sus abuelos paternos fueron Teodor Mihailovic, un terrateniente empobrecido originario de Montenegro y Višnja Gojković. Tenía cuatro hermanas, Jelena, Simeona, Jekaterina y Anastasia; y un hermano, Miloš, cuyo hijo más tarde reinaría como el príncipe Milán IV y el rey Milán I.

## Primeros logros literarios
La describían como «muy hermosa, muy inteligente y muy culta». Era evidentemente más moderna que las hijas del príncipe Miloš, Petrija y Savka, que todavía vestían el atuendo tradicional turco. De hecho, existe una pintura de Anka sentada al piano con un vestido elegante y a la moda. De hecho, ella era una de las pocas personas que tenían y tocaban el piano en Serbia en la época. Fue precisamente la modernidad de Anka la que más tarde le valió el apodo de Anka pomodarka (Anka la a la moda).
Un francés que conoció a Anka comentó sobre su buena apariencia, su ingenio y sus considerables logros; hablar francés era poco común entre sus contemporáneos. Su padre, Jevrem, fue el primer hombre de Belgrado que practicó en su hogar las costumbres y modales de Europa occidental; también poseía una extensa biblioteca. Su amor por la literatura fue compartido por Anka, quien junto con sus hermanos, recibió una excelente educación de uno de los mejores tutores de Serbia. A los 13 años publicó una serie de parábolas que había traducido minuciosamente del alemán original, un idioma que también hablaba con fluidez. Sus escritos se publicaron en diversos periódicos, como la revista literaria Danica ilirska, en la que utilizó el seudónimo, «Una mujer iliria de Serbia». Dos años más tarde, en 1836, publicó una compilación de traducciones; fue la primera obra literaria publicada por una mujer en Serbia.
Durante su adolescencia atrajo e inspiró a muchos poetas, algunos de los cuales le dedicaron poemas y volúmenes enteros de poesía, comparándola con entusiasmo con la antigua poetisa griega Safo, así como con Aspasia de Mileto, cuyo ingenio y conversación habían atraído a los más grandes escritores y filósofos de Atenas. El poeta croata Antun Mihanović, que era cónsul austriaco en Belgrado y visitante frecuente de la casa de su padre, se enamoró profundamente de ella y pidió su mano en matrimonio. Ella tenía 16 años en ese momento y él 41. Aunque la propuesta contó con la aprobación de su padre, el tío autocrático de Anka, el príncipe Miloš, se negó rotundamente a dar su consentimiento para el matrimonio, posiblemente porque Mihanović era católico romano, mientras que Anka y la familia real eran ortodoxos serbios. En 1839, Mihanović partió de Serbia; no se sabe si él y Anka volvieron a encontrarse. En 1840 escribió un poema sobre Anka: «La doncella de piedra» publicado en 1844 en la Danica ilirska.

## Matrimonio

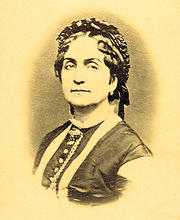
La princesa Anka con el traje nacional serbio

En 1842, se casó con Alexander Konstantinović, hijo de Obrad Konstantinović (primo hermano paterno de Konstantin Hadija, yerno del príncipe Jevrem Obrenović) y Danica Gvozdenović, con quien tuvo dos hijos:
- El coronel Alexander Konstantinović (fallecido en 1914) se casó con Milena Opuić, con quien tuvo una hija, Natalija, y un hijo, Vladimir.
- Katarina Konstantinovic (1848–1910), se casó en 1868 con el general Milivoje Blaznavac (16 de mayo de 1824-5 de abril de 1873), tuvieron hijos; después se casó con Mihajlo Bogićević (1843–1899).

En 1860 fundó en su casa uno de los primeros salones de literatura serbios. La «reunión artística» de Anka, como le decían, «influyó enormemente en el renacimiento espiritual de la sociedad serbia en la década de 1860». Anka invitó a las mujeres artísticas e intelectuales más destacadas de Belgrado, así como a las esposas de diplomáticos extranjeros a su célebre salón, que incluyó actuaciones musicales y lecturas de poesía serbia, francesa, alemana e italiana. En las reuniones también hubo debates sobre política y temas de actualidad.
Algún tiempo después de la muerte de su marido, la princesa Anka y su hija, Katarina, fueron invitadas por su primo, el príncipe Miguel, a vivir en la corte real. En fecha desconocida, Anka dio a luz a una hija ilegítima con su ex cuñado, Jovan Ghermani, quien era el esposo de su difunta hermana, Simeona, quien había muerto en 1837 a la edad de 19 años. Anka le otorgó a su hija el nombre de su hermana muerta. La niña, Simeona (1858-1915), más tarde se casaría con un importante ministro rumano, Alexander Lahovary (1841-1897), miembro de la aristocrática familia Lahovary, con quien tuvo descendencia; fue dama de compañía de la reina consorte Isabel de Rumania.

## Asesinato
Desde la muerte del príncipe Miloš en septiembre de 1860, su único hijo sobreviviente y primo hermano de Anka, el príncipe Miguel, estaba gobernado Serbia por segunda vez después de haber sido depuesto en 1842 en favor de Alexander Karadordević. Se decía que era hombre educado y culto, así como el más ilustrado de los gobernantes serbios. La hija de Anka, Katarina, era su amante y alimentaba las esperanzas de convertirse algún día en su esposa, ya que el matrimonio de Miguel con la condesa Julia Hunyady de Kéthely no tuvo hijos y él había comenzado a considerar el divorcio, con el objetivo de convertir a Katarina en su consorte. El 10 de junio de 1868, Anka, Katarina y el príncipe Miguel estaban paseando por el parque de Košutnjak, cerca de la residencia de campo de Miguel en las afueras de Belgrado, cuando fueron asesinados a tiros por asesinos que se creía a sueldo de la dinastía rival de los Obrenović, los Karađorđević. Miguel fue asesinado y Katarina resultó herida; Anka supuestamente luchó valientemente contra sus atacantes antes de que también la mataran a tiros.
Los periódicos serbios anunciaron su muerte con el obituario: «Junto con Su Alteza Real, también fue asesinada su prima, la Sra. Anka Konstantinovic».

## Legado
En 1902, la nieta de la princesa Anka, Natalija Konstantinović, se casó con el príncipe Mirko de Montenegro. El rey coronado en Serbia fue el sobrino nieto de Anka, Alejandro I, quien estaba casado con Draga Mašin, mucho mayor e impopular. Como la princesa Natalija era nieta de Anka y por tanto descendiente de la dinastía Obrenović, el gobierno serbio prometió que si Alejandro moría sin hijos, lo que parecía probable después de los falsos embarazos de la reina Draga y su avanzada edad, la corona de Serbia pasaría al príncipe Mirko. Sin embargo, los acontecimientos no transcurrieron según las esperanzas del príncipe Mirko y la princesa Natalija. Tras el brutal asesinato del rey Alejandro y la reina Draga por un grupo de oficiales del ejército dirigidos por el capitán Dragutin Dimitrijević Apis en la noche del 10/11 de junio de 1903 (según el calendario de nuevo estilo), la corona pasó a Peter Karađorđević, que era visto como prorruso, mientras que los rivales Obrenović eran conocidos aliados de los detestados Habsburgo. Pedro era el candidato preferido para la corona en la ola de nacionalismo paneslavo que había envuelto a Serbia desde mediados del siglo XIX.
Los descendientes de la princesa Anka son la única línea superviviente conocida de la dinastía Obrenović, que se extinguió en la línea masculina tras el regicidio del rey Alejandro. Nicolás, príncipe heredero de Montenegro, pretendiente moderno al extinto trono montenegrino, es su descendiente.